# Pomer (Chorwacja)
Pomer – wieś w Chorwacji, w żupanii istryjskiej, w gminie Medulin. W 2011 roku liczyła 462 mieszkańców.